# 小行星6433
小行星6433（6433 Enya）是一颗绕太阳运转的小行星，为主小行星带小行星。该小行星于1978年11月18日发现。

## 轨道参数
小行星6433的轨道半长轴为2.3879650 AU，离心率为0.217。